# بروميليا بالنسية
بروميليا بالنسية (الاسم العلمي: Bromelia balansae) هو نوع نباتي يتبع جنس البروميليا من فصيلة البروميلية.